# Texas Parks and Wildlife Department

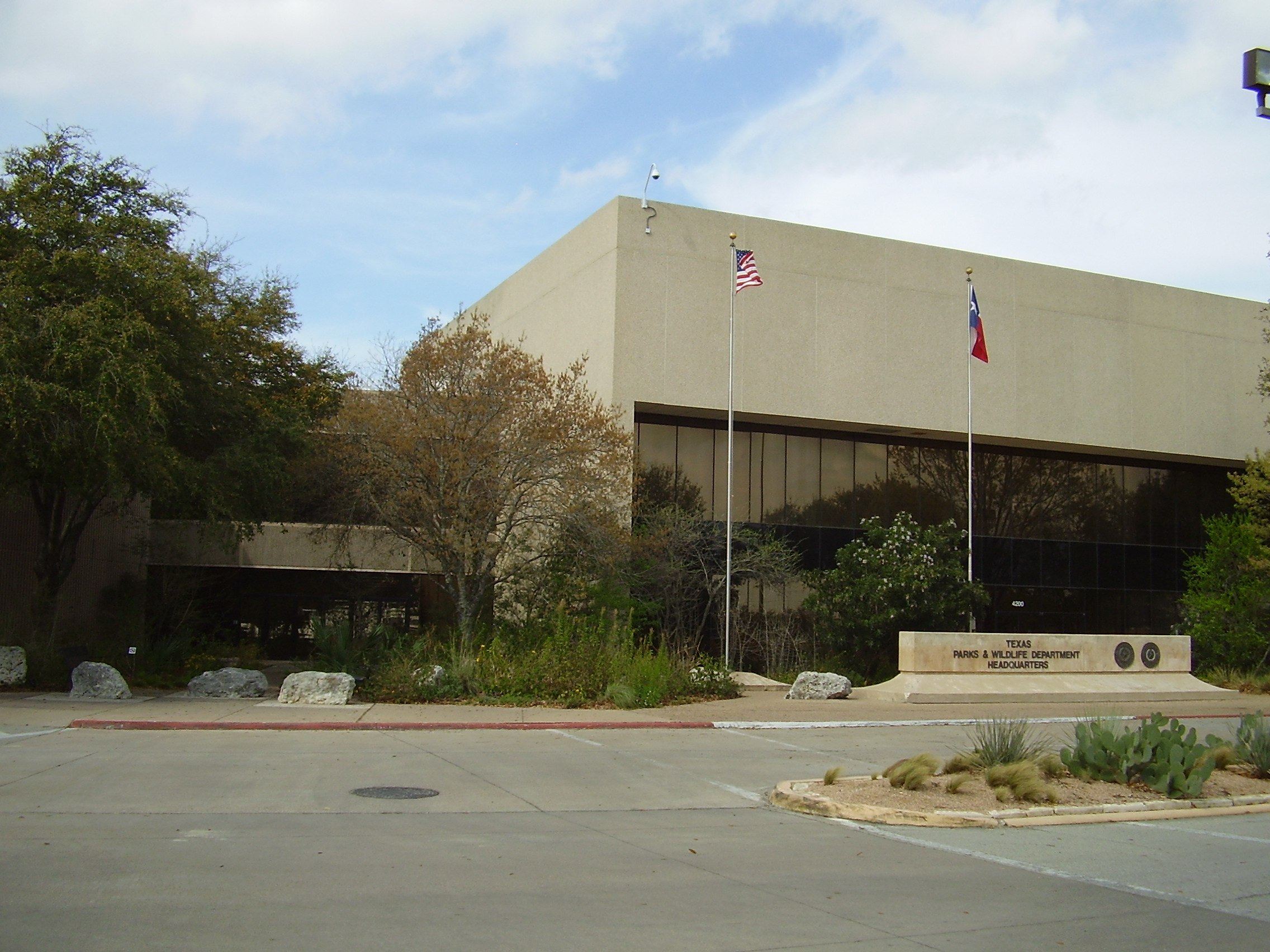
Texas Parks and Wildlife Department headquarters à Austin (Texas)

Le Texas Parks and Wildlife Department est une agence de l’État du Texas chargée de la conservation de la nature. Il exerce sa responsabilité sur les parcs d'État au Texas.